# شماره ۱۷ (فیلم ۱۹۲۸)
شماره ۱۷ (انگلیسی: Number 17) یک فیلم است به کارگردانی گزا فون بلواری که در سال ۱۹۲۸ منتشر شد.